# Comarca de Frentes
La comarca de Frentes, o de Soria, es una comarca española del centro norte de la provincia de Soria (Castilla y León), que deriva de los antiguos sexmos de la Comunidad de Villa y Tierra homónima. La forman quince municipios, excepto dos exclaves de la capital.

## Municipios
- Alconaba
- Aldealpozo
- Aldehuela de Periáñez
- Arancón
- Cidones
- Fuentecantos
- Garray
- Golmayo
- Pozalmuro
- Renieblas
- Soria (excepto Pinar Grande y Sierra de Toranzo)
- Valdegeña
- Velilla de la Sierra
- Villaciervos
- Villar del Campo

## Geografía
Limita por el norte con El Berrún y la sierra de Carcaña, que la separan de El Valle y La Vega Cintora, con el Campillo de Buitrago y la sierra del Almuerzo, que la separan de la comarca de Almarza, y de Tierras Altas, esta última; por el sur con las sierras de Inodejo, de San Marcos y del Picazo, que la separan de la comarca de Almazán y con la sierra del Cortado, que la separa del Campo de Gómara; por el este con la sierra del Madero, que la separa de la comarca del Moncayo; y por el oeste con el embalse de la Cuerda del Pozo, que la separa de Pinares y con la sierra de Inodejo, que la separa de Tierras del Burgo.
Toma su nombre de la Sierra de Frentes (al oeste de la ciudad de Soria), con el característico pico del mismo nombre; a esta sierra también se la conoce como La Llana. El río Duero fluye, en líneas generales, desde el noroeste del territorio en sentido sureste hasta Garray, y desde allí hacia el sur, por su zona central.

### Comunicaciones
Atraviesan la comarca las siguientes carreteras más relevantes: la  N-122 , la  N-234 , la  N-111  y, en Soria, la autovía  SO-20  y la carretera de circunvalación  SO-20 ; ciudad que tiene, además, estación de ferrocarril de la línea Torralba-Soria. También lo hace, parcialmente, la vía verde F.C. Santander-Mediterráneo.

### Vegetación y fauna
Entre los árboles que podemos encontrar, destacan algunas sabinas albares de porte bajo en la Sierra de Frentes, y en el resto, rebollos; algunos robles albares y hayas (en los robledales del Berrún); encinas, quejigos; algunos pinares de pino albar; y en torno al Duero, bosques de ribera. La fauna está representada por el buitre leonado (en la Sierra de La Llana), así como por el corzo, el zorro, la perdiz roja, la liebre, el conejo, el jabalí e incluso, de forma aislada, el lobo ibérico.

En este sentido y dentro de la Red Natura 2000, en la comarca se localizan cinco LIC (Lugares de Importancia Comunitaria) parcialmente: Sabinares Sierra de Cabrejas, Riberas del río Duero y afluentes, Quejigares y encinares de Sierra del Madero, Robledales del Berrún y Sierras de Urbión y Cebollera. Además posee otros espacios naturales como el monte Valonsadero, el ya citado Pico Frentes, La Toba (cascada situada al pie de éste) y el encinar de Camparañón.

## Patrimonio
Son remarcables los siguientes Bienes  de Interés Cultural: en la ciudad de Soria, el museo Numantino, la iglesia de San Juan de Rabanera, la de Santo Domingo, la concatedral de San Pedro, el Conjunto Histórico Artístico Margen izquierda del Río Duero, el Palacio de los Condes de Gómara, el castillo, la antigua iglesia de San Polo, el antiguo monasterio de San Juan de Duero, el Palacio de la Antigua Audiencia Provincial, el Casco Antiguo de la Ciudad, las ruinas de la iglesia de San Nicolás, el arte rupestre de Valonsadero, Oteruelos y Pedrajas, el Archivo Histórico Provincial, la Biblioteca Pública, el claustro de la iglesia de San Pedro, la ermita de San Saturio y la zona arqueológica de Valonsadero; en Omeñaca (Arancón), la iglesia de la Inmaculada Concepción y en Tozalmoro (mismo municipio), la iglesia parroquial; en Garray, las ruinas de Numancia, la ermita de los Mártires y en Chavaler (mismo municipio), la iglesia de Santo Tomás Apóstol; en el despoblado de Masegoso (Pozalmuro), el puente, la calzada y la torre; en La Cuenca (Golmayo), el Conjunto Etnológico y en Fuentetoba (mismo municipio), la ermita de la Monjía y el arte rupestre; en Aldealpozo, la iglesia de San Juan Bautista; en el despoblado de Castellanos del Campo (Villar del Campo), la torre; y en Fuensaúco (Renieblas), la iglesia de Nuestra Señora de los Ángeles.